# Ikeda Terumasa
Ikeda Terumasa (池田輝政?   31 de enero de  1565 – 16 de marzo de 1613) fue un samurái y daimyō japonés de principios del periodo Edo de la historia de Japón.

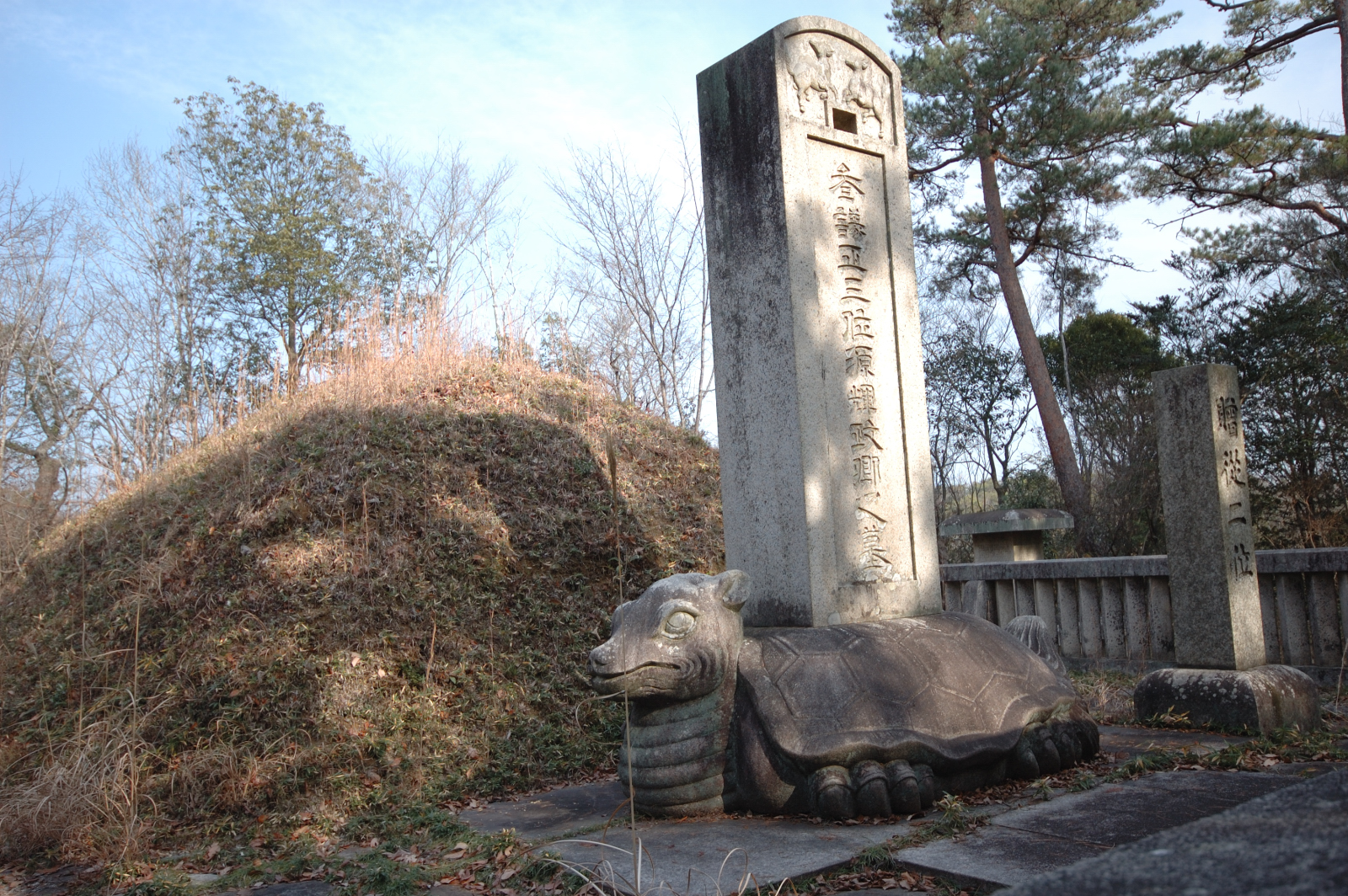
Tumba de Ikeda Terumasa.

Terumasa estuvo presente en muchas batallas de finales del período Azuchi-Momoyama y durante la Batalla de Sekigahara apoyó al bando de Tokugawa Ieyasu en contra de las tropas de Ishida Mitsunari, por lo que recibió como recompensa posteriormente un feudo en Himeji.
Terumasa falleció en 1613.